# Термічна обробка

Фрагмент діаграми стану «залізо-вуглець» для сталей

Термі́чна обро́бка сталі— технологічний процес, сутність якого полягає у зміні структури металів і сплавів при нагріванні, витримці та охолодженні, згідно зі спеціальним режимом, і тим самим, у зміні механічних та фізичних властивостей останніх. Застосовують також різні види хіміко-термічної обробки, сутність якої полягає в легуванні поверхневого шару виробів вуглецем, азотом або деякими металами (алюмінієм, хромом, берилієм) з подальшою термічною обробкою.

## Основи термічної обробки сталей
Наприклад в основі термічної обробки сталей лежить перекристалізація аустеніту при охолодженні. Перекристалізація може відбутися дифузійним або бездифузійним способами. У залежності від переохолодження аустеніт може перетворюватися у різні структури з різними властивостями.
Повний дифузійний розпад аустеніту відбувається при незначному переохолодженні. У даному випадку утворюється пластинчастий перліт (механічна суміш фериту і цементиту вторинного). Якщо переохолодження збільшити до 373…393 К, пластинки фериту і цементиту встигають вирости тільки до товщини (0,25…0,30 мкм), таку структуру називають сорбітом. Твердість сорбіту вища за твердість перліту.
Коли переохолодження досягає 453…473 К, ріст пластинок припиняється на товщині 0,1…0,15 мкм, така структура називається трооститом. Твердість трооститу вища від твердості сорбіту.
При значному переохолодженні аустеніту (до 513 К) дифузійний розпад його стає неможливим, перекристалізація має бездифузійний характер. У такому випадку утворюється перенасичений твердий розчин вуглецю в α-залізі, який називається мартенситом. Твердість мартенситу вища від твердості трооститу.
Структура перліту є рівноважною, а структури сорбіту, трооститу і мартенситу є не рівноважними.

## Види термічної обробки
Залежно від мети термічної обробки існують різні її види, що відрізняються температурою нагрівання, тривалістю витримування та швидкістю охолодження. Розрізняють такі види термічної обробки: Відпалювання, нормалізація, загартування і відпуск.
- Відпалювання (відпал). Відпалювання — вид термооброблення, який полягає в нагріванні матеріалу (метал тощо) до температури вище критичної точки, тривалій витримці за цієї температури і подальшому повільному охолодженні. Основними видами відпалювання є гомогенізувальне, графітизувальне, перекристалізаційне, рекристалізаційне, релаксаційне та сфероїдизувальне[1]. Графітизувальне та сфероїдизувальне відпалювання характерне тільки для сталей. Відпалювання підвищує пластичність, зменшує внутрішні напруження, понижує твердість сталей.

- Нормалізація. Нормалізацією називають нагрівання до високої температури, витримку і повільне охолодження на повітрі. Нормалізація доводить сталь до дрібнозернистої та однорідної структури. Твердість і міцність сталі після нормалізації вищі, ніж після відпалу.

- Загартування (гартування). Загартуванням називають нагрівання до високої температури, витримування і швидке охолодження (у воді, мінеральній оливі та інших охолоджувачах). Є такі види загартування: в одному охолоджувачі; перервне; ступінчасте; ізотермічне; поверхневе та ін. Загартування сталей забезпечує підвищення твердості, виникнення внутрішніх напружень і зменшення пластичності. Твердість збільшується у зв'язку з виникненням таких структур: сорбіт, тростит, мартенсит. Практично загартуванню піддаються середньо- і високовуглецеві сталі.

- Відпуск. Відпуском називають нагрівання до температури нижчої за 700° С, витримування та повільне охолодження на повітрі. Розрізняють три види відпуску: низький (нагрівання до температури 200° С; середній (300—500° С); високий (500—700° С). Після відпуску певною мірою зменшується твердість і внутрішні напруження, збільшується пластичність і в'язкість сталей. До цього приводить зміна структур після відпуску. Структура мартенситу сталі переходить відповідно в структуру трооститу і сорбіту. Чим вища температура відпуску, тим менша твердість відпущеної сталі і тим більша її пластичність та в'язкість.

Відпуск, в основному, проводять після загартування для зняття внутрішніх напружень. Низький відпуск застосовують при виготовленні різального інструменту, вимірювального інструменту, цементованих деталей та ін; середній — при виробництві ковальських штампів, пружин, ресор; високий — для багатьох деталей, що зазнають дії високих напружень (осі автомобілів, шатуни тощо).